# Kliniksozialdienst
Der Kliniksozialdienst stellt die psychosoziale Dimension der Patientenversorgung innerhalb des Krankenhauses dar. Die von Sozialarbeitern und Sozialpädagogen ausgeübte Tätigkeit beinhaltet die Beratung stationärer, teilstationärer und ambulanter Krankenhauspatienten und deren Angehöriger.
Der Sozialdienst im Krankenhaus passt sich in Inhalt, Form und Ausübung der Beratung der jeweiligen Krankenhausform mit ihren individuellen und speziellen Anforderungen und den Bedürfnissen der Patienten an. Er fügt sich in die organisatorischen Leitlinien, Strukturen und Vorgaben der Einrichtung ein.
Er arbeitet interdisziplinär mit Ärzten, Pflegekräften, Physiotherapeuten, Stationsassistenten, DRG-Beauftragten und vielen weiteren Berufsgruppen zusammen und ergänzt so das ganzheitliche Gesundheitskonzept durch die Einbringung der psychosozialen Aspekte. Der Kliniksozialdienst orientiert sich an allen bestehenden Systemen eines Patienten, bezieht diese in die Beratung mit ein, nutzt die vorhandenen Ressourcen und gibt Hilfestellung für selbstbestimmte Lösungen.
Er hat sich im Bereich des Krankenhauses seit Jahrzehnten bewährt und ist heute in nahezu jedem Krankenhaus etabliert.
Die Arbeit des Kliniksozialdienste richtet sich in seiner Tätigkeit nach den Empfehlungen und Qualitätsstandard der Deutschen Vereinigung für Soziale Arbeit im Gesundheitswesen (DVSG).

## Geschichte

### Deutschland
Der Kliniksozialdienst hatte seine Anfänge vor über 100 Jahren.
Mitte des 19. Jahrhunderts, zur Zeit der Industrialisierung, entwickelte sich Deutschland explosionsartig. Die Zahl der Armen wuchs ständig und diese konnten ihre Krankenhausbehandlung nicht bezahlen.
Hier knüpfte die erste Soziale Krankenhausfürsorge an. Ziel war es, die Finanzierung der Behandlung der Armen zu sichern, sie zu beraten und ihnen, wenn möglich, einen Arbeitsplatz zu vermitteln.
1893 wurden in Berlin durch Jeanette Schwerin und Albert Levy die ersten Mädchen- und Frauengruppen für soziale Hilfsarbeit gegründet. Die Mitglieder waren Mädchen und Frauen aus gut bürgerlichen Verhältnissen, die ehrenamtlich sozial benachteiligte und kranke Menschen unterstützten.
Das breite Spektrum der Sozialen Arbeit und der Wunsch nach Etablierung in der Institution Krankenhaus förderte eine professionelle Aus- und Weiterbildung der Mitarbeiterinnen der Mädchen- und Frauengruppen, die zunächst nur auf Anforderung tätig wurden.
1908 gründete Alice Salomon die erste soziale Frauenschule in Deutschland.
Somit ebnete sie den Weg für die Professionalisierung der Sozialen Arbeit durch eine zweijährige theoretische und praktische Berufsausbildung.
Ein wichtiger Schritt war die Gründung des Vereins für Soziale Krankenhausfürsorge der Berliner Universitätskliniken außerhalb der Berliner Charité durch Anni Tüllmann und Hedwig Landsberg im Jahre 1919.
Sie etablierten den Sozialdienst als festen Bestandteil eines Krankenhauses. Die Arbeit dieses Berliner Vereins war Ursprung und Vorbild für Kliniksozialdienste in ganz Deutschland.
1926 wurde die Deutsche Vereinigung für den Fürsorgedienst im Krankenhaus gegründet, die später in die Deutsche Vereinigung für den Sozialdienst im Krankenhaus e.V. (DVSK) umbenannt wurde. Sie hatte das Ziel, die Soziale Arbeit unter einem Konzept zu vereinen. So kam ein weites Netz von Kliniksozialdiensten zustande. Es fanden erste landesweite Fortbildungen und Foren statt.
2003 wurde die DVSK in die heutige Deutsche Vereinigung für Sozialarbeit im Gesundheitswesen (DVSG) umbenannt. Die (DVSG) ist der Fachverband für Soziale Arbeit für alle im Gesundheitswesen tätigen Sozialarbeiter und -pädagogen und gibt die Möglichkeit zu Information, Beratung, professionellem Austausch, Fortbildung und der Erarbeitung bzw. Weiterentwicklung einheitlicher professioneller Konzepte. Sie vertritt die Interessen der Sozialen Arbeit im Gesundheitswesen und festigt deren Stellung.

## Aufgaben des Kliniksozialdienstes
Durch die Erkrankung ist der bisher gewohnte Lebensablauf unterbrochen.
Patienten sehen sich mit einer neuen Lebenssituation und einem veränderten gesundheitlichen Zustand konfrontiert. Dies kann bei schwerwiegenden Erkrankungen bedeuten, dass das bisherige Leben neu überdacht und strukturiert werden muss.
Hier greift die Kompetenz des Kliniksozialdienstes. Er kann den Patienten und seine Angehörigen bei der möglicherweise nötigen Umstrukturierung des bisherigen Lebens beraten und unterstützen. Als Schnittstelle im komplexen Sozialleistungssystem stellen die Mitarbeiter die verschiedenen Hilfsangebote vor, koordinieren die möglichen und individuell passenden Leistungsansprüche beziehungsweise Maßnahmen, klären die Kostenübernahme und bereiten gegebenenfalls die Verlegung in andere Pflege- oder Rehabilitationseinrichtungen vor.
Jeder Hilfeprozess setzt das Einverständnis des Patienten und die Berücksichtigung seiner Wünsche und bestehenden Ressourcen voraus. Alles geschieht in Ab- und Rücksprache mit dem Patienten und aller beteiligten Personen. Die Mitarbeiter des Sozialdienstes sind, wie alle Krankenhausmitarbeiter, zur Verschwiegenheit verpflichtet.

### Psychosoziale Interventionen
- Sozialanamnese
- Gespräche, Beratung und Begleitung
- Hilfen bei Krankheitsbewältigung
- Hilfen bei Problemen im sozialen Umfeld
- Hilfe bei existenziellen Krisen
- Suchtberatung

### Soziale Interventionen
- Gesetzliche Betreuung
- Wohnungsangelegenheiten
- Versorgung hilfsbedürftiger Angehöriger
- Praktische Hilfen
- Vermittlung von externen Beratungsstellen und Selbsthilfegruppen

### Wirtschaftliche Interventionen
- Wirtschaftliche Sicherung (z. B. Wohngeld, Grundsicherung)
- Leistungen der Kranken- und Pflegekasse
- Leistungen der Agentur für Arbeit
- Leistungen der Rentenversicherung
- weitere finanzielle Hilfsmöglichkeiten
- Schwerbehindertenausweis

### Ambulante und stationäre Nachsorge
- häusliche Pflege
- Haushaltshilfe
- Betreutes Wohnen
- Kurz- und Langzeitpflege
- Palliativstation und Hospiz
- sonstige ambulante und stationäre Hilfsangebote

### Medizinische Rehabilitation
- Anschlussheilbehandlung
- Neurologische Frührehabilitation
- Geriatrische Rehabilitation
- Stationäre Weiterbehandlung
- Stufenweise Wiedereingliederung

### Teilhabe am Arbeitsleben
- Leistungen zur beruflichen Rehabilitation/Umschulung

### Sonstiges
Einen weiteren Aufgabenbereich stellt die Dokumentation der täglichen Arbeit dar.
Dies geschieht je nach Anforderung des Krankenhauses handschriftlich oder elektronisch.
Die Dokumentation dient, neben der Nachvollziehbarkeit, der Transparenz sowie Auswertungs- und statistischen Zwecken.
Ebenso ist die Anleitung von Praktikanten, Entwicklung von professionellen Konzepten, regelmäßige Fort- und Weiterbildungen, Qualitätsmanagement, Evaluation und Forschung in den Berufsalltag integriert.

## Entlassmanagement
„Entlassmanagement ist ein konzeptionelles, professionelles Vorgehen der Sozialarbeit im Krankenhaus, um im Falle multipler Problemlagen mit Patienten und ihren Angehörigen/Bezugspersonen im interprofessionellen Rahmen eine tragfähige Entscheidung für die nachstationäre Versorgung zu erarbeiten und umzusetzen.“
Das Entlassmanagement wird von den Mitarbeitern des Kliniksozialdienstes koordiniert.
Der gesamte Hilfeprozess innerhalb des Entlassmanagements erfolgt durch gute interdisziplinäre Zusammenarbeit und gegenseitigen Informationsaustausch. So soll eine höhere Transparenz der Berufsgruppen untereinander erreicht werden.
Dem Patienten soll ein ganzheitliches und individuelles Entlassmanagement zur Verfügung stehen. Das Selbstbestimmungsrecht und der Wunsch des Patienten soll zu jeder Zeit berücksichtigt werden.
Die Auswahl der richtigen Maßnahme und deren Qualität sind entscheidend für den Erfolg des Entlassmanagements.
Das Krankenhaus zieht aus dem Entlassmanagement wirtschaftlichen Nutzen, wenn dadurch die Verweildauer nicht überschritten werden muss und der sogenannte Drehtüreffekt vermieden werden kann.
Entlassmanagement meint jedoch nicht, die Patienten möglichst schnell zu entlassen, sondern den Patienten trotz angespannter wirtschaftlicher Situation und der begrenzten Verweildauer best möglichst versorgt aus dem Krankenhaus zu entlassen.
Ganzheitliche, berufsethische Prinzipien und die Qualität der Beratung dürfen nicht verloren gehen.

## Gesetzliche Grundlage
Soziale Betreuung und Beratung im Krankenhaus sind auf Bundesebene nach § § 112 Abs. 2 Nr. 4 und 5 des SGB V gesetzlich verankert. Hier wird der nahtlose Übergang von der Krankenhausbehandlung zu Rehabilitation bzw. Pflege beschrieben.
Zudem regelt jedes Bundesland den Einsatz der Sozialarbeit im Krankenhaus
In Baden-Württemberg ist der Einsatz des Sozialdienstes im
§31 des Landeskrankenhausgesetzes (LKHG) verankert:
(1) Das Krankenhaus stellt einen sozialen Krankenhausdienst sicher, der auch die Pflegeüberleitung umfasst. Die Krankenhausseelsorge bleibt unangetastet.
(2) Der soziale Krankenhausdienst hat die Aufgabe, den Patienten und seine Angehörigen sozial zu beraten und zu betreuen, insbesondere wegen der Hilfen, die während des Krankenhausaufenthaltes und nach der Entlassung aus dem Krankenhaus geboten sind. Der soziale Krankenhausdienst sorgt dafür, dass nach der Entlassung des Patienten die zu seiner Pflege, Nachsorge und Rehabilitation notwendigen Maßnahmen eingeleitet werden.
(3) Rechte und Pflichten anderer Sozialdienste bleiben hiervon unberührt. Der soziale Krankenhausdienst arbeitet mit diesen Diensten eng zusammen.

## Datenschutz
Der Kliniksozialdienst ist zum Sozialdatenschutz verpflichtet.
Innerhalb eines Krankenhauses beruht dieser auf internen Regelungen des jeweiligen Krankenhauses zu Schweigepflicht und Datenschutz und ist in den §§ 43–51 des Landeskrankenhausgesetzes Baden-Württembergs (LKHG) verankert.
Zudem gilt für alle Sozialarbeiter und -pädagogen des Kliniksozialdienstes die gesetzliche Geheimhaltungs- und Schweigepflicht nach § 203 StGB.